# نفل سويدي
النفل السويدي أو النفل الهجين (باللاتينية: Trifolium hybridum) أو (بالإنجليزية: Alsike Clover)‏ هو نبات علفي من الفصيلة البقولية يتبع جنس النفل. موطنه الأصلي أوروبا و أصبح يزرع الآن في كثير من المناطق ذات المناخ المعتدل مثل الجزر البريطانية و أجزاء من أمريكا الشمالية.